# Thiverny
Thiverny é uma comuna francesa na região administrativa de Altos da França, no departamento de Oise. Estende-se por uma área de 2,06 km², com 1 087 habitantes, segundo os censos de 1999, com uma densidade de 527 hab/km².